# Charlene Tilton
Charlene L. Tilton (1 de diciembre de 1958) es una actriz, y cantante estadounidense.

## Biografía
Hija de una secretaria, hasta 1978 su carrera artística se había limitado a papeles casi anecdóticos en diversas películas (Viernes alocado, 1976, y Big Wednesday, 1978, de John Milius) y episodios en series de televisión (Happy Days, Con ocho basta, ‘’Se ha escrito un crimen’’).
Fue seleccionada para interpretar el papel de Lucy Ewing en la serie de televisión Dallas. Tilton interpretó el papel entre 1978 y 1985 y entre 1988 y 1990.
Con posterioridad, su carrera se ha centrado en apariciones en películas rodadas directamente para televisión de cuestionable calidad y algún título aislado estrenado en salas, aunque tampoco especialmente notable (Este tío es un demonio 2, 1991).